# Султан-Халіл
Султан-Халіл (*д/н — 15 червня 1478) — 2-й володар Держави Ак-Коюнлу в 1478 році.

## Життєпис
Син шахіншаха Узун-Хасана, володаря держави Ак-Коюнлу. У 1462 році після захоплення міста Хасанкейф батько передав його у власність Халілу. У 1474 році після придушення заколоту його старшого брата Огурлу-Мухаммеда призначається намісником Фарсу. Перебуваючи в Ширазі, став покровителем перської літератури.
У 1478 році після смерті батька стає новим володарем держави. Вимушений був боротися проти зазіхань своїх родичів на трон. Спочатку переміг та стратив брата Максуда, а інших братів Якуба і Юсуфа змусив тікати з держави. За цим завдав поразки стрийку Мурад-бею Баяндуру.
Намагався продовжити діяльність батька, що створював міцну, централізовану державу. В цьому йому протистояли місцеві правителі. Останні підтримали брата Султан-Халіла — Якуба, який повернувся з військом. Невдовзі Султан-Халіл зазнав поразки біля Хоя, потрапив у полон й був страчений. Новим правителем став Якуб під іменем Султан-Якуб.